# Relações entre Filipinas e Indonésia
As relações entre Filipinas e Indonésia referem-se as relações externas entre a Indonésia e as Filipinas. Os dois países são aliados próximos e ambos têm apoiado suas políticas na região, como a democracia e o Estado de direito no Mar da China Meridional. Desde que os laços diplomáticos foram oficialmente estabelecidos em 1949, Indonésia e Filipinas gozam de relações bilaterais cordiais. Ambos estabeleceram embaixadas em suas capitais, a Indonésia tem sua embaixada em Manila e um consulado em Davao, enquanto as Filipinas possuiu sua embaixada em Jacarta e um consulado em Manado e Surabaya. 
Ambos são fundadores da ASEAN e membros do Movimento Não-Alinhado e da APEC. 

## Comércio
O comércio bilateral possui tendência positiva nos últimos anos. Segundo o Ministério do Comércio da Indonésia, esse número passou de $1.12 bilhão em 2003 para $2.9 bilhões em 2009 e $3.89 bilhões em 2010.  A Indonésia é atualmente o maior fornecedor de carvão para as Filipinas, exportando cerca de 70% das importações de carvão filipino. Embora a partir de junho de 2016, as exportações indonésias de carvão para as Filipinas estejam atualmente em uma moratória devido à crescente preocupação com a pirataria no Mar de Sulu. 

## Terrorismo transfronteiriço e separatismo
A Indonésia e as Filipinas trabalham conjuntamente para explorar formas de cooperação para combater o terrorismo e outras formas de crimes transnacionais que ameaçam suas fronteiras e, mais amplamente, o Sudeste Asiático.  O presidente da Indonésia expressou a disponibilidade de seu país para ajudar o governo filipino em negociações de paz com grupos separatistas islâmicos ativos em suas fronteiras. Já as Filipinas ajudaram a Indonésia em suas próprias negociações com rebeldes, servindo como um monitor durante o Processo de Paz de Aceh em 2005.
As áreas fronteiriças navais indonésio-filipinas no Mar de Sulawesi, perto do arquipélago de Sulu e das águas de Mindanao, são conhecidas como hotspots da pirataria bem como um corredor terrorista. Os militantes islâmicos que operam em Poso, Sulawesi Central, estabeleceram relações com os seus homólogos terroristas islâmicos em áreas de Sulu e de Mindanao no sul das Filipinas. O abastecimento de armas para os guerrilheiros islâmicos em Poso é suspeito de ser fornecido por comerciantes de armas que operam no mercado negro das Filipinas. Em 26 de março de 2016, dez marinheiros indonésios foram mantidos como reféns pelo grupo militante islâmico Abu Sayyaf, operando no arquipélago de Sulu, no sul das Filipinas. Os navios indonésios que estavam fretando o carvão do sul de Bornéu em direção ao porto de Batangas foram sequestrados perto das águas de Sulu. As autoridades das Filipinas e da Indonésia trabalharam em conjunto para combater esta crise de reféns. Em 2 de maio de 2016, os dez marinheiros indonésios reféns foram libertados por seus captores. 

## Acordo de fronteira
A Indonésia e as Filipinas compartilham fronteiras marítimas principalmente no Mar de Sulawesi. No passado, os dois países envolveram-se em disputas territoriais sobre a ilha de Miangas, que foi travada entre os Países Baixos e os Estados Unidos e vencida pelas Índias Orientais Holandesas em 1932. Atualmente não há nenhum conflito territorial entre Indonésia e Filipinas. Em março de 2011, líderes de ambos os países concordaram em assinar um memorando de entendimento para aumentar a cooperação em segurança, defesa, delimitação de fronteiras, proteção de trabalhadores migrantes, educação e esportes. A Indonésia está mantendo seu apoio à proposta das Filipinas de delinear e segregar as partes disputadas do Mar da China Meridional das áreas indiscutíveis na elaboração do Código de Conduta que vinculará os países com reivindicações territoriais no grupo das ilhas Spratly.
Em 23 de maio de 2014, as Filipinas e a Indonésia assinaram um acordo histórico que delineou uma fronteira entre os dois países. O secretário das Relações Exteriores das Filipinas, Albert del Rosario, e seu homólogo indonésio, Marty Natalegawa, assinaram o acordo em Manila com o presidente das Filipinas, Benigno Aquino III, e o presidente indonésio Susilo Bambang Yudhoyono, como testemunhas. A zona económica exclusiva é uma área de 200 milhas náuticas a partir das linhas de base, ou bordas, de um Estado costeiro, dentro das quais o Estado tem o direito soberano de explorar, conservar e administrar recursos naturais, entre outros. "A conclusão das negociações atesta a amizade, a paciência, a boa vontade e o compromisso dos governos das Filipinas e da Indonésia em abordar pacificamente as questões marítimas", afirmou o subsecretário de Relações Exteriores Evan Garcia, que liderou a equipe filipina nas negociações.